# Erik Andersson (calciatore)
Erik Mats Simon Andersson (3 maggio 1997) è un calciatore svedese, centrocampista dell'Örebro.

## Carriera

### Club
Cresciuto nel settore giovanile del Landskrona BoIS, ha esordito in prima squadra il 29 ottobre 2012, disputando l'incontro di Superettan vinto per 3-2 contro lo Jönköpings Södra.

### Nazionale
Ha rappresentato le nazionali giovanili svedesi Under-17 ed Under-20.

## Statistiche

### Presenze e reti nei club
Statistiche aggiornate al 30 maggio 2022.
| Stagione               | Squadra                | Campionato             | Campionato | Campionato | Coppe nazionali | Coppe nazionali | Coppe nazionali | Coppe continentali | Coppe continentali | Coppe continentali | Altre coppe | Altre coppe | Altre coppe | Totale | Totale |
| Stagione               | Squadra                | Comp                   | Pres       | Reti       | Comp            | Pres            | Reti            | Comp               | Pres               | Reti               | Comp        | Pres        | Reti        | Pres   | Reti   |
| ---------------------- | ---------------------- | ---------------------- | ---------- | ---------- | --------------- | --------------- | --------------- | ------------------ | ------------------ | ------------------ | ----------- | ----------- | ----------- | ------ | ------ |
| 2012                   | Landskrona BoIS        | S1                     | 2          | 1          |                 | -               | -               |                    | -                  | -                  |             | -           | -           | 2      | 1      |
| 2013                   | Landskrona BoIS        | S1                     | 22         | 2          | CS+CS           | 1+1             | 0               |                    | -                  | -                  |             | -           | -           | 24     | 2      |
| 2014                   | Landskrona BoIS        | S1                     | 27         | 3          | CS              | 1               | 1               |                    | -                  | -                  |             | -           | -           | 28     | 4      |
| Totale Landskrona BoIS | Totale Landskrona BoIS | Totale Landskrona BoIS | 51         | 6          |                 | 3               | 1               |                    | -                  | -                  |             | -           | -           | 54     | 7      |
| 2015                   | Malmö FF               | A                      | 0          | 0          | CS              | 1               | 0               | UCL                | 0                  | 0                  |             | -           | -           | 1      | 0      |
| 2016                   | Trelleborg             | S1                     | 16         | 0          |                 | -               | -               |                    | -                  | -                  |             | -           | -           | 16     | 0      |
| 2017                   | Trelleborg             | S1                     | 23+2       | 4+0        |                 | -               | -               |                    | -                  | -                  |             | -           | -           | 25     | 4      |
| 2018                   | Trelleborg             | A                      | 19         | 2          | CS              | 3               | 0               |                    | -                  | -                  |             | -           | -           | 22     | 2      |
| 2019                   | Trelleborg             | S1                     | 29         | 4          | CS              | 1               | 0               |                    | -                  | -                  |             | -           | -           | 30     | 4      |
| 2020                   | Trelleborg             | S1                     | 30         | 4          | CS              | 1               | 0               |                    | -                  | -                  |             | -           | -           | 31     | 4      |
| Totale Trelleborg      | Totale Trelleborg      | Totale Trelleborg      | 119        | 14         |                 | 5               | 0               |                    | -                  | -                  |             | -           | -           | 124    | 14     |
| 2021                   | GIF Sundsvall          | S1                     | 26         | 5          | CS+CS           | 3+1             | 0               |                    | -                  | -                  |             | -           | -           | 30     | 5      |
| 2022                   | GIF Sundsvall          | A                      | 9          | 1          | CS              | 2               | 0               |                    | -                  | -                  |             | -           | -           | 11     | 1      |
| Totale GIF Sundsvall   | Totale GIF Sundsvall   | Totale GIF Sundsvall   | 35         | 6          |                 | 6               | 0               |                    | -                  | -                  |             | -           | -           | 41     | 6      |
| Totale carriera        | Totale carriera        | Totale carriera        | 205        | 26         |                 | 15              | 1               |                    | 0                  | 0                  |             | -           | -           | 230    | 27     |